# Бестла (міфологія)
Бестла, Бесла (давньосканд. Bestla) — в скандинавській міфології велетка з роду крижаних велетнів, донька Бьольторна. Дружина Бьорa. Відома тим, що є матір'ю Одіна та його братів («Старша Едда»). Вважається матір'ю усіх асів.